# 手塚ひろみ
手塚 ひろみ（てづか ひろみ、11月22日 - ）は、日本の女性声優。山形県出身。2009年1月まで81プロデュースに所属していた。身長156.8cm。

## 出演作品

### テレビアニメ
- Venus Versus Virus（携帯音声）
- Over Drive（生徒）
- 銀魂（百華A）
- 全力ウサギ（客）
- .hack//Roots（PC2）
- ロックマンエグゼBEAST+（女子高生）

### ドラマCD
- 失恋マニア（女性客）
- 純愛エゴイスト2（女子大生）

### ビデオパッケージ
- コーケン（ナレーション）
- ベンディアム（ナレーション）